# O Tannenbaum
Az O Tannenbaum a német nyelvterületek legkedveltebb és legismertebb karácsonyi éneke. Szinte az egész világon ismerik lefordított szövege és hangszeres feldolgozásai révén.
Dallama ismeretlen eredetű német népdal, mely 1799-ben jelent meg nyomtatásban Melodien zum Mildheimischen Liederbuch és Deutsche Volkslieder címmel.
Szövege valószínűleg egy O Dannebom című, a fenyőfáról szóló régi germán ódán alapul. Az első versszak 1820-ban jelent meg August Zarnack: Weisenbuch zu den Volksliederen für Volksschule című énekeskönyvében, ezért tulajdonítják neki a szöveget. A második és harmadik versszak feltehetően Ernst Anschütz(en) lipcsei tanár, komponista és költő 1824-ben kiadott műve.
Magyar feldolgozás:
| Szerző        | Mire                | Mű                            |
| ------------- | ------------------- | ----------------------------- |
| Ludvig József | ének, gitárakkordok | Mennyből az angyal, 13. oldal |

## Kotta és dallam
| Ó, szép fenyő, ó, szép fenyő, De jó hogy mindig zöldellsz! Nem foghat rajta nyár, se tél, Színt nem cserél a tűlevél. Ó, szép fenyő, ó szép fenyő, De jó hogy mindig zöldellsz! | Ó, jó fenyő, ó, jó fenyő, Szép vagy te szemnek, szívnek. Ha nap hevít, vagy hó ha hull, Vidám zöld színed nem fakul. Ó, jó fenyő, ó jó fenyő, Szép vagy te szemnek, szívnek. | Ó, bölcs fenyő, ó bölcs fenyő, Bár tudhatnánk a titkod! Reményünk volna úgy örök Mint zölded győz a tél fölött. ó, bölcs fenyő, ó bölcs fenyő, Bár tudhatnánk a titkod! |

## Felvételek
- O Tannenbaum. Helmut Lotti(en)  YouTube (2014. november 7.)  (Hozzáférés: 2016. október 26.) (videó)
- O Tannenbaum - Weihnachtslieder zum Mitsingen. Sing Kinderlieder  YouTube (2013. december 13.)  (Hozzáférés: 2016. október 26.) (videó)
- O Tannenbaum. Nána Múszhuri  YouTube (2008. november 15.)  (Hozzáférés: 2016. október 26.) (audió, képsorozat)
- Ó szép fenyő (Szent Karácsony). Soroksári Nagytemplom Énekkara  YouTube (2010. december 15.)  (Hozzáférés: 2016. október 26.) (audió)